# Spejande sjömannen

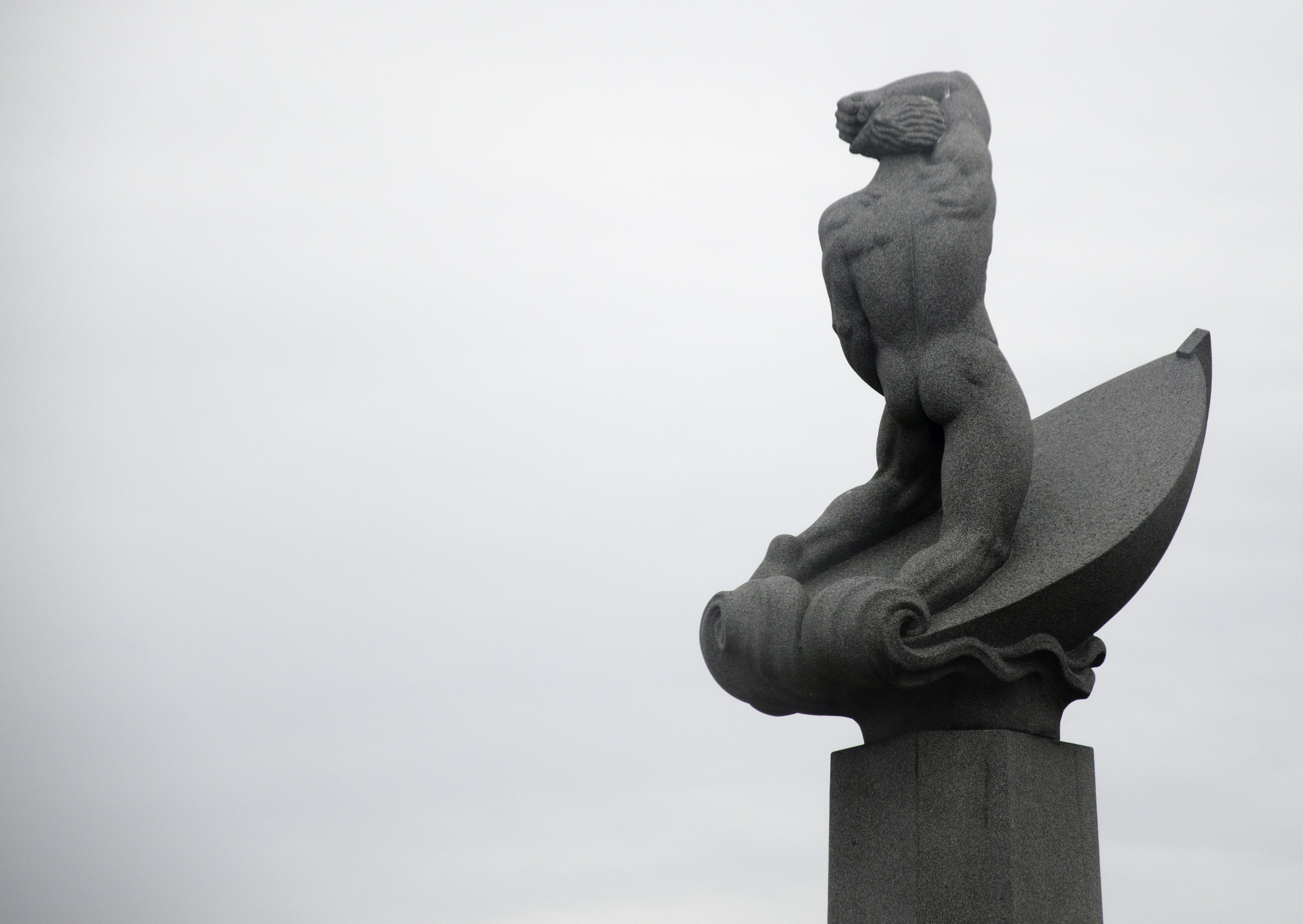
Spejande sjömannen, inklusive en del av fundamentet.

Spejande sjömannen är en skulptur i Västervik. Den kom till när Västervik firade 500-årsjubileum 1933 och är utförd i diabas från trakten. Det var den Västerviksfödde konstnären Ragnar Alyre som ritade skissen till statyn. Av denna skiss tillverkade skulptören Sten Flink en gipsmodell, och sedan var det  dags för stenhuggarna David Karlsson och Fridolf Gustavsson att börja bearbeta själva stenen. Till själva sjömannen krävdes ett granitblock på hela 14 ton som hämtades från ön Vinö kalv norr om Västervik i Tjusts skärgård. Sjömannen är två meter hög och tillsammans med fundamentet, som ritades av arkitekten Albert Flink, sex och en halv meter hög totalt vilket gör statyn till en av de största friskulpturerna i sten i Sverige. 
Tidigare var Spejande sjömannen placerad på Strömsholmen, nära holmens nordligaste punkt en bit väster om bron till Slottsholmen. Den flyttades 2004 ca 150 meter söderut, vid Inre hamnens norra ände, där han kan beskådas spejande mot inloppet. Statyn flyttades även på 1980-talet inom Strömsholmen. Ursprungligen stod den där Slottsholmsvägen går idag, i nordöstra delen av holmen öster om den dåvarande vägen och bron. Flytten gjordes i samband med omdragningen av Slottsholmsvägen och bygget av den nya Slottsholmsbron. Under byggnadsfasen var den förvarad på Västerviks kommuns materialgård vid Stora Trädgårdsgatan.